# Arrondissement de Sagatta Dioloff
Ne doit pas être confondu avec Arrondissement de Sagatta Gueth.
L'arrondissement de Sagatta Dioloff est l'un des arrondissements du Sénégal. Il est situé au sud-ouest du département de Linguère dans la région de Louga.
Il compte cinq communautés rurales :
- Communauté rurale de Boulal
- Communauté rurale de Dealy
- Communauté rurale de Thiamène Pass
- Communauté rurale de Sagatta Djolof
- Communauté rurale de Affé Djoloff (2011)[2]